# (1686) De Sitter
(1686) De Sitter – planetoida z grupy pasa głównego asteroid okrążająca Słońce w ciągu 5 lat i 225 dni w średniej odległości 3,16 au. Została odkryta 28 września 1935 roku w Leiden Station w Johannesburgu przez Hendrika van Genta. Nazwa planetoidy pochodzi od Willema de Sittera (1872–1934), holenderskiego astronoma, dyrektora Sterrewacht Leiden. Przed nadaniem nazwy planetoida nosiła oznaczenie tymczasowe (1686) 1935 SR1.